# Progress M-12M
Progress M-12M (russo: Прогресс М-12М), identificato dalla NASA come Progress 44 o 44P, era una capsula spaziale senza equipaggio della linea Progress, che è stata persa durante il lancio nel 2011, all'inizio di una missione di rifornimento della Stazione spaziale internazionale. È stata la dodicesima navicella Progress-M ad essere lanciata. Prodotta da RKK Energia, la sonda sarebbe dovuta essere gestita dalla Agenzia Spaziale Russa.